# Just Doin' It! Live
Just Doin' It! Live è il quarto album dal vivo della rock band inglese Status Quo, pubblicato nel novembre del 2006.

## Il disco
Il concerto, con il tutto esaurito, si svolge nella National Exhibition Centre arena di Birmingham e costituisce l'occasione per il pubblico inglese di rivedere il chitarrista Rick Parfitt dopo una delicata operazione alla gola per l'asportazione di un tumore, subita cinque mesi prima.
Sin dalle prime note, la ritrovata voce di Rick fuga i dubbi su una sua possibile tenuta mentre l'intero concerto mostra come, col passare degli anni, la stessa perizia tecnica della band si sia ulteriormente perfezionata ed affinata.
Il prodotto è inserito in qualità di CD bonus nella omonima confezione DVD uscita in edizione limitata, premiata col quarto posto nelle classifiche del Regno Unito.

## Tracce
1. Intro
2. Caroline - 5:43- (Rossi/Young)
3. Something 'Bout You Baby I Like - 2:14 - (Supa)
4. Don't Waste My Time - 4:07 - (Rossi/Young)
5. Intro
6. 4500 Times - 5:41 - (Parfitt/Rossi)
7. Rain - 4:48 - (Parfitt)
8. Hold You Back - 4:40 - (Parfitt/Rossi/Young)
9. The Party Ain't Over Yet - 3:48 - (David)
10. Roll Over Lay Down - 5:54 - (Coghlan/Lancaster/Parfitt/Rossi/Young)
11. Down Down - 5:55 - (Rossi/Young)
12. Whatever You Want - 5:15 - (Bown/Parfitt)
13. Rockin' All Over the World - 4:03 - (Fogerty)
14. Burning Bridges - 3:57 - (Rossi/Bown)

## Formazione
- Francis Rossi (chitarra solista, voce)
- Rick Parfitt (chitarra ritmica, voce)
- Andy Bown (tastiere, armonica a bocca, chitarra, cori)
- John 'Rhino' Edwards (basso, chitarra, voce)
- Matt Letley (percussioni)